# Synthesis (album, Evanescence)
Synthesis je čtvrté studiové album americké rockové kapely Evanescence. Bylo vydáno 10. listopadu 2017 prostřednictvím BMG Rights Management. Album obsahuje přepracované orchestrální a elektronické aranžmá některých předchozích skladeb kapely, kromě dvou nových písní, „Imperfection“ a „Hi-Lo“, a instrumentálních skladeb. Orchestrální aranžmá a dirigování se ujal David Campbell, produkci alba zajistili Will Hunt a Amy Lee.

## Pozadí alba
Po skončení světového turné k jejich třetímu albu Evanescence z roku 2011 si kapela dala pauzu od listopadu 2012 do dubna 2015, během níž se členové věnovali svým vlastním projektům. Amy Lee a Evanescence se rozešli s dlouholetým vydavatelstvím Wind-up Records a stali se nezávislými umělci.
V únoru 2016 Amy Lee uvedla, že kapela pracuje na šesti LP vinylovém box setu The Ultimate Collection (2017). V únoru 2017 bylo potvrzeno, že kapela pracuje ve studiu na novém albu. Amy Lee následující měsíc potvrdila, že nový projekt vyjde později v tom samém roce.

## Seznam skladeb
| Pořadí         | Název                          | Délka |
| -------------- | ------------------------------ | ----- |
| 1.             | Overture                       | 0:57  |
| 2.             | Never Go Back                  | 4:50  |
| 3.             | Hi-Lo (feat. Lindsey Stirling) | 5:07  |
| 4.             | My Heart Is Broken             | 4:34  |
| 5.             | Lacrymosa                      | 3:42  |
| 6.             | The End of the Dream           | 4:54  |
| 7.             | Bring Me to Life               | 4:18  |
| 8.             | Unraveling                     | 1:40  |
| 9.             | Imaginary                      | 4:03  |
| 10.            | Secret Door                    | 3:48  |
| 11.            | Lithium                        | 4:05  |
| 12.            | Lost in Paradise               | 4:43  |
| 13.            | Your Star                      | 4:38  |
| 14.            | My Immortal                    | 4:25  |
| 15.            | The In-Between                 | 2:11  |
| 16.            | Imperfection                   | 4:22  |
| Celková délka: | Celková délka:                 | 62:17 |

## Obsazení

### Evanescence
- Amy Lee – zpěv, klavír
- Troy McLawhorn – kytara
- Jen Majura – kytara, theremin
- Tim McCord – kytara, syntezátory
- Will Hunt – bicí

#### Ostatní hudebníci
- Will Hunt (Spaceway) – programování, syntezátory
- Lindsey Stirling – housle
- David Campbell – orchestr

## Ohlasy
Album Synthesis sklidilo obecně pozitivní recenze. Debutovalo na osmém místě americké hitparády Billboard 200 a dosáhlo prvního místa v žebříčcích klasických alb, nezávislých alb a alternativních alb. Umístilo se také v mezinárodních žebříčcích ve 20 zemích. Evanescence se od října 2017 do září 2018 vydala na koncertní turné Synthesis Live po Severní Americe, Evropě a Oceánii, přičemž v každém městě ji na pódiu doprovázel jiný orchestr.